# 三行
三行為三種職業的統稱，中國古代建造業主要分為上架——由頂而下，即建築業；下架——由下而上，即造船業；中架——以軸而行，即運輸業，建造橋樑、輪車及轎車；其他包括軍器——弓、箭、戰車、甚至刑具；以及農具、傢具、日用品等。建造以木材為主要原料，因此在木業生產、設計及技術方面，需要不斷改善，巧工木匠更為建造業不可或缺的一環。由於時代變遷，現代通常以木工、泥水（運用水泥；一說築棚）及油漆（一說舊指打石）三個裝修工程中必然的工作部份合稱為三行。

## 一般流程
1. 招標、估價、報價、議價
2. 分判
3. 物料採購
4. 水電、泥水 、 止漏防水工程
5. 批沙、油漆
6. 牆紙、地板、打蠟
7. 家具

## 就業輔導

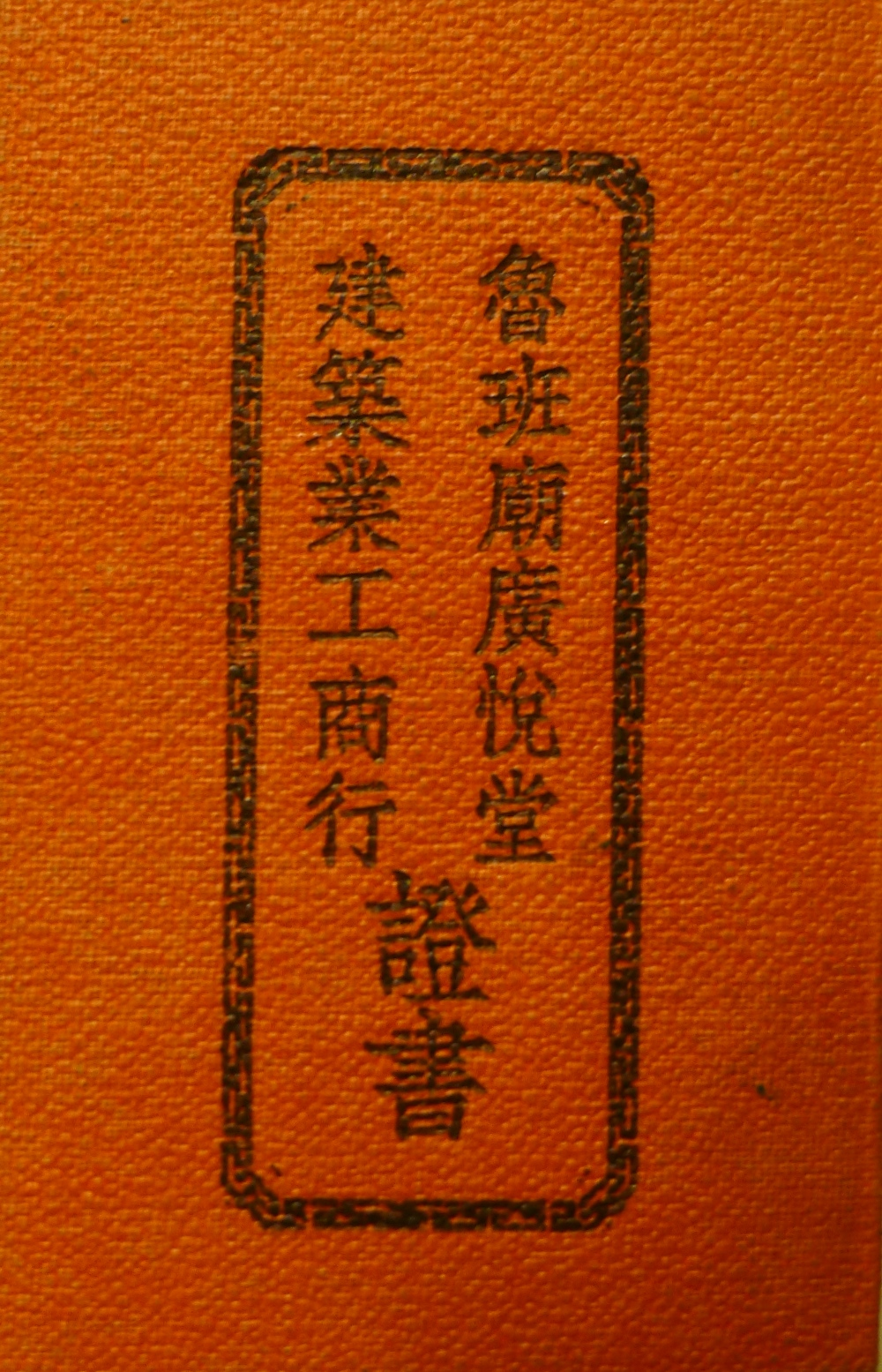
魯班廟廣悅堂證書

香港支援三行工人的有「三行工人就業支援中心」，直接將「三行」音譯為「Sam Hong」。魯班先師廟廣悅堂頒發三行證書。

## 相關
- 魯班
- 外判
- 裝修
- 紮鐵